# Душан Стакић
Душан Стакић је био четник у Балканским ратовима 1912/1913. и Рудничког четничког одреда Воје Танкосића 1914. у првим данима Првог светског рата, а затим ђак каплар у батаљону 1300 каплара. 

## Биографија
Као четник добровољац учествовао је у Првом и Другом балканском рату. По избијању првог светског рата прикључио се четницима Воје Танкосића на Торлаку, те је учествовао у борбама за одбрану Београда од 28. јула 1914. У јесен 1914. као студент права укључен је у батољн 1300 каплара. Из рата је изашао као резервни капетан прве класе. После Првог светског рата био је правни саветник и директор банке. У Априлском рату је заробљен и провео четири године у немачком заробљеништву.
Носилац је Златне Обилићеве медаље.